# Presidenti dell'Angola
I presidenti dell'Angola dal 1975 (data di indipendenza dal Portogallo) ad oggi sono i seguenti.

## Lista
Le date in corsivo indicano una continuazione de facto della carica.
| Presidente                      | Presidente | Presidente              | Partito | Elezione         | Mandato           | Mandato           |
| Presidente                      | Presidente | Presidente              | Partito | Elezione         | Inizio            | Fine              |
| ------------------------------- | ---------- | ----------------------- | ------- | ---------------- | ----------------- | ----------------- |
| Repubblica Popolare dell'Angola |            |                         |         |                  |                   |                   |
|                                 |            | Agostinho Neto          | MPLA    | -                | 11 novembre 1975  | 10 settembre 1979 |
|                                 |            | Lúcio Lara ad interim   | MPLA    | -                | 11 settembre 1979 | 20 settembre 1979 |
|                                 |            | José Eduardo dos Santos | MPLA    | 1980, 1986       | 21 settembre 1979 | 27 agosto 1992    |
| Repubblica dell'Angola          |            |                         |         |                  |                   |                   |
|                                 |            | José Eduardo dos Santos | MPLA    | 1992, 2008, 2012 | 27 agosto 1992    | 25 settembre 2017 |
|                                 |            | João Lourenço           | MPLA    | 2017, 2022       | 26 settembre 2017 | in carica         |